# Gymnastikos Syllogos Charilaos Trikoupīs Mesolongiou
Il Gymnastikos Syllogos Charilaos Trikoupīs Mesolongiou B.C. è una società cestistica avente sede a Missolungi, in Grecia. Fondata nel 1959, fa parte della polisportiva G.S. Charilaos Trikoupīs Mesolongiou (Γ.Σ. Γυμναστικός Σύλλογος Χαρίλαος Τρικούπης Μεσολογγίου), gioca nel campionato greco.
Il nome del club deriva da Charilaos Trikoupis, politico che ricoprì l'incarico di primo ministro della Grecia per sette volte.

## Roster 2020-2021
Aggiornato all'8 gennaio 2021.
|    | Naz.                   | Ruolo | Sportivo                  | Anno | Alt. | Peso | Note |
| -- | ---------------------- | ----- | ------------------------- | ---- | ---- | ---- | ---- |
| 0  | Stati Uniti (bandiera) | P     | Eugene Lawrence           | 1986 | 184  | 94   |      |
| 1  | Stati Uniti (bandiera) | G     | Toddrick Gotcher          | 1993 | 193  | 91   |      |
| 2  | Stati Uniti (bandiera) | G     | Devonte Green             | 1997 | 191  | 84   |      |
| 4  | Stati Uniti (bandiera) | AC    | Kevin Langford            | 1985 | 204  | 111  |      |
| 5  | Grecia (bandiera)      | G     | Thanos Chondrogiannīs     | 1997 | 197  | 91   |      |
| 8  | Grecia (bandiera)      | P     | Sōkratīs Naoumīs          | 1997 | 191  | 82   |      |
| 9  | Grecia (bandiera)      | C     | Iōannīs Sachpatzidīs      | 1993 | 209  | 109  |      |
| 10 | Grecia (bandiera)      | PG    | Spyros Motsenigos         | 1992 | 194  | 95   |      |
| 11 | Grecia (bandiera)      | GA    | Ioannīs Chatzīnikolas     | 1995 | 196  | 88   |      |
| 12 | Grecia (bandiera)      | A     | Dīmītrīs Gravas           | 1993 | 203  | 104  |      |
| 20 | Canada (bandiera)      | AG    | Richard Amardi            | 1990 | 206  | 102  |      |
| 21 | Grecia (bandiera)      | AG    | Alexandros Stamatogiannīs | 1997 | 204  |      |      |
| 32 | Stati Uniti (bandiera) | G     | Anthony Mathis            | 1996 | 190  | 84   |      |
|    | Francia (bandiera)     | AC    | Darel Poirier             | 1997 | 208  | 106  |      |

### Staff tecnico
| Allenatore: | Dinos Kalampakos                                  |
| Assistenti: | Spyros Deraos, Lefteris Kalogirou, Elias Moutsios |

## Palmarès
- A2 Basket League: 1

2019-2020